# 戦後派お化け大会
『戦後派お化け大会』（せんごはおばけたいかい）は、1951年（昭和26年）8月3日公開の日本の映画である。佐伯清監督作品。

## 概要
東北の小さな町を舞台にした石坂洋次郎原作「石中先生行状記」中の一編の映画化。前年に公開された、成瀬巳喜男監督「石中先生行状記」の続編となる第2作（全3部作）。オムニバスだった前作に比べ、一編の中に様々な青春模様や、素朴な人情ドラマが展開する。

## あらすじ
ある小さな町では、石中先生の帰省にあわせ、青年文化グループが夏祭りに向けて劇の発表をしようと大張切りだったが、資金不足のため、巡業の見世物、お化け屋敷でアルバイトをすることに。お化けは一同の奮闘で、大入満員の大成功であったが、その隣のサーカス小屋には消息を絶っていたはずの謙二が哀れにも身をやつしていた。

## 作品データ
- 上映時間（巻数 / メートル） : 102分（10巻 / 2,795メートル）
- フォーマット : 白黒映画 - スタンダード・サイズ（1.37:1） - 24fps - モノラル録音
- 公開日 : 日本 1951年8月3日
- 配給 :  新東宝

なお、東京国立近代美術館フィルムセンターは、本作の上映用プリント等を所蔵していない。

## スタッフ
- 原作 : 石坂洋次郎
  - 石坂洋次郎原作「石中先生行状記」より
- 新東宝・藤本プロダクション作品
- 製作 : 金子正且
  - 山崎喜暉[2]
- 脚本 : 井手俊郎、井上梅次
- 撮影 : 横山実
- 照明 : 石井長四郎
- 録音 : 根岸寿夫
- 美術 : 下河原友雄
- 音楽 : 黛敏郎
- 助監督 : 井上梅次
- 編集 : 後藤敏男
- 特殊技術 : 新東宝特殊技術
- 監督 : 佐伯清

## 出演
- ※かっこ書きはクレジットタイトルそのままの表記
- 石中先生 : 宮田重雄（特別出演）
- 中村金一郎：伊藤雄之助
- 島田喜兵衛 : 藤原釜足
- 妻さだ : 清川玉枝
- 息子雄作 : 小林桂樹（大映）
- 娘節子 : 西條茂代子
- 渋川天海 : 中村是好
- 娘カナ子 : 杉葉子
- 村井君代 : 相馬千恵子（大映）
- 弟友雄 : 川喜多小六[3]
- 川上ハル子 : 櫻井良子（NHKミス向う三軒）
- 父親源さん : 河村黎吉（松竹）
- 安藤国雄 : 原利一
- 金又親分 : 鳥羽陽之助
- 学生 : 江見渉
- その他 : 荘司肇、澤村昌之助、小高まさる、鮎川浩、大原榮子、登山晴子
- 川上謙二 : 三船敏郎（特別出演）